# Tattoo (2002)
Tattoo is een Duitse film uit 2002, geschreven en geregisseerd door Robert Schwentke.

## Verhaal
Marc Schrader, een beginnende agent die op heterdaad is betrapt met drugs tijdens een politie-inval van een illegale rave, sluit zich aan bij een moordonderzoek uitgevoerd door hoofdinspecteur Minks. Het slachtoffer is een naakte jonge vrouw met de huid van haar rug ontdaan, gedood toen ze strompelend het verkeer in wankelde. Terwijl Schrader en Minks de moord onderzoeken, wordt de zaak gecompliceerd door een vinger in de maag van het slachtoffer. Forensisch onderzoek bewijst dat de vinger toebehoort aan Nobert Günzel, die eerder was veroordeeld voor verkrachting en mishandeling. De politie valt de woning van Günzel binnen en ontdekt in zijn kelder een met bloed besmeurde tafel met boeien en stukjes menselijk vlees.
Ze vinden ook videoapparatuur en een geconserveerde, getatoeëerde huid van de rug van het slachtoffer. Al snel vinden ze dode lichamen begraven in de tuin. Günzel wordt dan vermist. Naarmate het complexe onderzoek vordert, ontdekt Schrader dat Mink een persoonlijk belang heeft bij het onderzoek; hij wil de vermiste dochter van een oude vriend vinden. Later realiseert hij zich dat het vermiste meisje eigenlijk de weggelopen dochter van Mink is. Naarmate het aantal doden stijgt, moet het duo in het reine komen met hun innerlijke demonen, en de waarheid is veel duisterder dan het lijkt.

## Rolverdeling
| Acteur             | Personage      |
| ------------------ | -------------- |
| August Diehl       | Marc Schrader  |
| Christian Redl     | Minks          |
| Nadeshda Brennicke | Maya Kroner    |
| Johan Leysen       | Frank Schoubya |
| Fatih Cevikkollu   | Dix            |
| Monica Bleibtreu   | Roth           |
| Ilknur Bahadir     | Meltem         |
| Joe Bausch         | Günzel         |

## Release
De film ging in première op 4 april 2002 in Duitsland en verscheen op 19 maart 2003 op het Brussels International Festival of Fantastic Film.

## Ontvangst
Op Rotten Tomatoes heeft Tattoo een waarde van 69% en een gemiddelde score van 6,5/10, gebaseerd op 26 recensies. Op Metacritic heeft de film een gemiddelde score van 66/100, gebaseerd op 12 recensies.

## Prijzen en nominaties
| Jaar | Prijs              | Categorie | Genomineerde(n)  | Uitslag     |
| ---- | ------------------ | --------- | ---------------- | ----------- |
| 2002 | Film+              | Montage   | Peter Przygodda  | Genomineerd |
| 2002 | Duitse Cameraprijs | Speelfilm | Jan Fehse        | Genomineerd |
| 2002 | New Faces Award    | Regisseur | Robert Schwentke | Genomineerd |
| 2003 | Fantasporto        | Best Film | Robert Schwentke | Genomineerd |